# Cantó de Carmauç Sud
El cantó de Carmauç Sud és un cantó francès del departament del Tarn, situat al districte d'Albi. Té quatre municipis i el cap cantonal és Carmauç.

## Municipis
- Blaia de las Minas
- Carmauç
- La Bastida Gavaussa
- Tais

## Història
| Data d'elecció                           | Identitat        | Partit | Qualitat |
| ---------------------------------------- | ---------------- | ------ | -------- |
| 1973-1982                                | Jean Coutouly    | PCF    |          |
| 1982-1994                                | Jacques Raynal   | PS     |          |
| 1994-2008                                | Guy-Pierre Fabre | PS     |          |
| 2008-                                    | André Fabre      | PS     |          |
| les dades anteriors no són pas conegudes |                  |        |          |
|                                          |                  |        |          |

## Demografia
| 1962 | 1968 | 1975 | 1982 | 1990 | 1999 | 2006  |
| ---- | ---- | ---- | ---- | ---- | ---- | ----- |
|      |      |      |      |      |      | 7.843 |